# عبر المرآة
عبر المرآة، وما وجدته أليس هناك (بالإنجليزية: Through the Looking-Glass, and What Alice Found There) هي رواية بقلم لويس كارول (تشارلز دودجسون لوتويدج) نشرت عام 1871، وهي تتمة لمغامرات أليس في بلاد العجائب (1865). وهي مستوحاة من لقاء له مع أليسأليس رايكس. تدور أحداث القصة بعد ستة أشهر من الكتاب السابق، حيث تدخل أليس مرة أخرى إلى عالم خيالي، وهذه المرة تتسلق عبر مرآة إلى العالم الذي يوجد خلفها. لم تكن الرواية بقدر شعبية سابقتها، إلا أنها حققت النجاح أيضا. شملت مقاطع مشهورة مثل «الثرثرة» و«فيل البحر والنجار»، ومغامرة أخرى لشخصيتي تويدلدام وتويدلدي.

## روابط خارجية
- عبر المرآة على موقع الموسوعة البريطانية (الإنجليزية)